# 津田正夫 (社会学者)
津田 正夫（つだ まさお、1943年（昭和18年）8月23日 - ）は、日本の社会学者。立命館大学産業社会学部教授。専門は社会学（放送メディアと市民との関わりについて）

## 略歴
石川県金沢市出身。1966年（昭和41年）3月京都大学経済学部経済学科卒業。同年4月に日本放送協会に入局。報道番組の制作に携わる。
1995年（平成7年）4月 東邦学園短期大学経営情報科教授
2002年（平成14年）4月 立命館大学産業社会学部教授
2009年（平成21年）3月 立命館大学定年退職
2009年（平成21年）4月 立命館大学特別任用教授に就任